# In vacanza da una vita
In vacanza da una vita è un album della cantante italiana Irene Grandi, pubblicato nel mese di marzo del 1995.

## Descrizione
Preceduto dal singolo Bum Bum, adoperato in alcuni casi anche come sigla del Festivalbar 1995 andato in onda su Italia 1, successo di quell'anno, questo album vanta collaborazioni importanti: Pino Daniele firma Il gatto e il topo mentre Jovanotti supervisiona la riuscita del brano L'amore vola.
Il pezzo In vacanza da una vita, title track dell'album è quello con la quale da anni chiude i suoi concerti.

## Tracce
CD (CGD / EastWest 0630-10603-2 (Warner)
1. L'amore vola – 3:55 (testo: Telonio, Jovanotti – musica: Telonio, Irene Grandi, Eric Buffat, Jovanotti)
2. Colpa del lupo – 4:26 (testo: Epi, Telonio – musica: Telonio, Eric Buffat)
3. Dolcissimo amore – 4:10 (testo: Telonio, Irene Grandi – musica: Telonio)
4. Il gatto e il topo – 4:00 (Pino Daniele)
5. In vacanza da una vita – 4:10 (testo: Tommy Togni, Telonio, Irene Grandi – musica: Tommy Togni, Telonio, Eric Buffat)
6. Bum Bum – 4:15 (testo: Telonio – musica: Telonio, Eric Buffat)
7. Bambine cattive – 4:05 (testo: Telonio, Irene Grandi – musica: Telonio, Eric Buffat, Riccardo Galardini)
8. Terra – 3:24 (Telonio)
9. Ieri – 5:08 (testo: Telonio – musica: Telonio, Eric Buffat)

Durata totale: 37:33

## Formazione
- Irene Grandi – voce, cori
- Telonio – chitarra, cori, basso
- Pino Daniele – chitarra
- Sheila E. – percussioni
- Lele Melotti – batteria
- Gianni Salvatori – chitarra, cori
- Terri Lyne Carrington – batteria
- Stefano Bollani – pianoforte, Fender Rhodes
- Riccardo Galardini – chitarra
- Massimo Pacciani – batteria, percussioni
- Cesare Chiodo – basso
- Vincenzo Rende – chitarra
- Dado Parisini – organo Hammond, cori
- Eric Buffat – tastiera, cori, programmazione, pianoforte, organo Hammond, Fender Rhodes
- Marco Tamburini – tromba
- Sandro Comini – trombone
- Stefano Cantini – sax
- Filippo Martelli, Emanuela Cortesi, Monica Magnani, Rossella Graziani, Graziana Borciani – cori

## Classifiche
| Paese  | Posizione raggiunta |
| ------ | ------------------- |
| Italia | 5                   |